# Lijst van rijksmonumenten in Oudelande
De plaats Oudelande telt 12 inschrijvingen in het rijksmonumentenregister. Hieronder een overzicht.
| Object | Oorspronkelijke functie?  | Bouwjaar  | Architect | Locatie                        | Coördinaten?                  | Nr.?   | Afbeelding |
| --- | ------------------------- | --------- | --------- | ------------------------------ | ----------------------------- | ------ | --- |
| Nederlands Hervormde Kerk | Kerk en kerkonderdeel     | 15e eeuw  |           | Burgemeester van Lierestraat 5 | 51° 24' 31" NB, 3° 51' 13" OL | 10015  | Meer afbeeldingen |
| Toren der Hervormde kerk | Kerk en kerkonderdeel     | ca. 1400  |           | Burgemeester van Lierestraat 5 | 51° 24' 31" NB, 3° 51' 12" OL | 10016  | Meer afbeeldingen |
| De Dierik: 't hof De Dierik | Kasteel, buitenplaats     | 1920-1921 |           | Dierikweg 1                    | 51° 24' 53" NB, 3° 51' 7" OL  | 509131 | Meer afbeeldingen |
| De Dierik: schuur op L-vormige plattegrond | Boerderij                 | 1920-1921 |           | Dierikweg 1                    | 51° 24' 54" NB, 3° 51' 7" OL  | 509132 | Meer afbeeldingen |
| De Dierik: varkenshok, één bouwlaag hoog met zadeldak | Boerderij                 | 1920-1921 |           | Dierikweg 1                    | 51° 24' 54" NB, 3° 51' 7" OL  | 509133 | Upload foto |
| De Dierik: schuur op rechthoekige plattegrond | Boerderij                 | 1928      |           | Dierikweg 1                    | 51° 24' 54" NB, 3° 51' 7" OL  | 509134 | Upload foto |
| De Dierik: kippenren op rechthoekige plattegrond, één bouwlaag hoog met zadeldak                                                                              | Boerderij                 | 1920-1921 |           | Dierikweg 1                    | 51° 24' 54" NB, 3° 51' 7" OL  | 509135 | Upload foto |
| De Dierik: dubbele garage op rechthoekige plattegrond, één bouwlaag hoog met zadeldak                                                                         | Bijgebouwen kastelen enz. | 1920-1921 |           | Dierikweg 1                    | 51° 24' 54" NB, 3° 51' 7" OL  | 509136 | Upload foto |
| De Dierik: erfinrichting en tuinaanleg | Boerderij                 | 1920-1921 |           | Dierikweg 1                    | 51° 24' 54" NB, 3° 51' 7" OL  | 509137 | Upload foto |
| Tramstation | Transport                 | 1927      |           | Stationsstraat 8               | 51° 24' 46" NB, 3° 51' 21" OL | 509149 | Tramstation |
| Kleine goederenloods naast station Oudelande | Opslag                    | 1927      |           | Stationsstraat bij 8           | 51° 24' 46" NB, 3° 51' 21" OL | 509150 | Kleine goederenloods naast station Oudelande |
| Spoorbaan van de remise in Goes via 's-Gravenpolder, Langeweegje, Hoedekenskerke en Baarland tot aan de oostzijde van de Stationsstraat bij station Oudelande | Weg                       | 1927      |           | Stationsstraat bij 8           | 51° 25' 25" NB, 3° 54' 54" OL | 509161 | Spoorbaan van de remise in Goes via 's-Gravenpolder, Langeweegje, Hoedekenskerke en Baarland tot aan de oostzijde van de Stationsstraat bij station Oudelande |